# Andreas Wijk
Andreas Mikael Wijk, född 17 februari 1993 i Nybro församling, Kalmar län, är en svensk sångare, modell och musikalartist.

## Biografi
Andreas Wijk är son till pingstpastorn Thomas Wijk och hans hustru Ulrika. Han växte upp i Nybro och Kungälv.
Wijk var 2005 med i barnpopbandet Popcorn tillsammans med Idol-Alice och Dominique Pålsson Wiklund. Som 16-åring inledde han sin musikkarriär med sångklipp på YouTube. Han blev 2011 utsedd till "Årets bäst klädda man" på Finest-Awards-galan, och nominerades för "Best Men's Fashion Blog" vid Bloglovin' Awards 2014 och 2015 i New York. Wijk lade tidigt ut covers av kända artister, och fick som tonåring skivkontrakt med producenten RedOne, men lämnade detta för att senare göra musik utan något skivbolag bakom sig.
Han blev 2022 uppmärksammad för singeln "If I was gay", där han beskriver rädslan kring att komma ut som homosexuell, och i hans fall med en bakgrund inom frikyrkan med oro för hur omgivningen och hans familj skulle reagera. I samband med singeln la Wijk upp ett klipp på Tiktok där han spelar låten för sina föräldrar och det framstår som om han kommer ut som homosexuell för dem. Klippet blev viralt och fick spridning även internationellt med 25 miljoner visningar.
Vid sidan av musikkarriären har Wijk arbetat som modell för märken som Tommy Hilfiger, YSL, D&G, Breitling och Gaultier.
Wijk var den 11 november 2022 gäst i pratshowen Carina Bergfeldt. Vid QX Gaygalan 2023 nominerades han till Årets HBTQ. Wijk tävlande i underhållningsprogrammet Let's Dance 2023 och kom på sjunde plats. Hösten 2023 spelade han Christian i musikalen Moulin Rouge! på Chinateatern.

## Diskografi
- 2018 – Blue Ribbon (singel)
- 2018 – LIAR (singel)
- 2018 – MADONNA (singel)
- 2018 – Season 1 [Episode 1-14] (LP, album)
- 2019 – peace 佑 piəɔə (album)
- 2021 – square one (singel)
- 2021 – now til the end (singel)
- 2021 – let go (singel)
- 2022 – Christmas time again
- 2022 – if I was gay (singel)